# كايل كريد
كايل كريد (بالإنجليزية: Kyle Creed)‏ هو عازف كمان ‏ أمريكي، ولد في 20 سبتمبر 1912 في Round Peak, North Carolina ‏ في الولايات المتحدة، وتوفي في 22 نوفمبر 1982.